# WISEP J004701.06+680352.1
Naine brune
WISEP J004701.06+680352.1, abrégé en W0047+68, est une naine brune de gravité de surface intermédiaire et poussiéreuse située dans le groupe mouvant de AB Doradus. Elle est de type spectral L, inhabituellement rouge et située à une distance de 12,2 ± 0,4 parsecs. Son appartenance au groupe mouvant de AB Doradus, affirmé grâce à son mouvent propre, indique qu'elle a une métallicité proche de celle du Soleil, un âge de 100–125 millions d'années, une masse d'environ 0,018 masse solaire et une gravité de log(g)≈4,5. D'épais nuages de condensats sont invoqués pour expliquer le spectre infrarouge de l'objet ; ils sont expliqués comme étant le résultat de la moindre gravité de surface que pour les naines brunes habituelles du champ. 